# Рогужка
Рогужка (пол. Rogóżka, нім. Wolmsdorf) — село в Польщі, у гміні Строни-Шльонські Клодзького повіту Нижньосілезького воєводства.
У 1975-1998 роках село належало до Валбжиського воєводства.